# Pallanuoto ai campionati mondiali di nuoto 1994 - Torneo femminile
La terza edizione del campionato mondiale di pallanuoto femminile si è tenuta nell'impianto del Foro Italico di Roma in occasione dei settimi Campionati del mondo di Nuoto organizzati dalla FINA.

## Squadre partecipanti
GRUPPO A
- Brasile
- Canada
- Francia
- Paesi Bassi
- Russia
- Ungheria

GRUPPO B
- Australia
- Germania
- Italia
- Kazakistan
- Nuova Zelanda
- Stati Uniti

## Fase preliminare

### Gruppo A
|    | Squadra     | Pt | G | V | P | S | GF | GS | Diff |
| -- | ----------- | -- | - | - | - | - | -- | -- | ---- |
| 1. | Paesi Bassi | 8  | 5 | 4 | 0 | 1 | 58 | 25 | +33  |
| 2. | Ungheria    | 8  | 5 | 4 | 0 | 1 | 41 | 28 | +13  |
| 3. | Canada      | 6  | 5 | 3 | 0 | 2 | 46 | 41 | +5   |
| 4. | Russia      | 6  | 5 | 3 | 0 | 2 | 39 | 35 | +4   |
| 5. | Francia     | 2  | 5 | 1 | 0 | 4 | 28 | 56 | –28  |
| 6. | Brasile     | 0  | 5 | 0 | 0 | 5 | 29 | 56 | –27  |

### Gruppo B
|    | Squadra       | Pt | G | V | P | S | GF | GS | Diff |
| -- | ------------- | -- | - | - | - | - | -- | -- | ---- |
| 1. | Italia        | 9  | 5 | 4 | 1 | 0 | 55 | 29 | +26  |
| 2. | Stati Uniti   | 9  | 5 | 4 | 1 | 0 | 50 | 29 | +21  |
| 3. | Australia     | 6  | 5 | 3 | 0 | 2 | 49 | 34 | +15  |
| 4. | Germania      | 3  | 5 | 1 | 1 | 3 | 38 | 47 | –9   |
| 5. | Nuova Zelanda | 2  | 5 | 1 | 0 | 4 | 22 | 57 | –35  |
| 6. | Kazakistan    | 1  | 5 | 0 | 1 | 4 | 24 | 42 | –18  |

## Fase Finale

### Semifinali
| Ungheria    | 7 – 5  | Italia      |
| Paesi Bassi | 10 – 7 | Stati Uniti |

### Finale 3º-4º posto
| Italia | 14 – 9 | Stati Uniti |

### Finale 1º-2º posto
| Ungheria | 7 – 5 | Paesi Bassi |

## Classifica Finale
| Pos.    | Squadra       |
| ------- | ------------- |
| Oro     | Ungheria      |
| Argento | Paesi Bassi   |
| Bronzo  | Italia        |
| 4       | Stati Uniti   |
| 5       | Canada        |
| 6       | Australia     |
| 7       | Russia        |
| 8       | Germania      |
| 9       | Francia       |
| 10      | Nuova Zelanda |
| 11      | Brasile       |
| 12      | Kazakistan    |